# Estadio Héroes de San Ramón
El Estadio Héroes de San Ramón es un estadio de fútbol, ubicado en la ciudad de Cajamarca, en la zona de los Andes del norte, en el Perú. Fue construido en el año 1942; tiene actualmente una capacidad para 10 mil 495 espectadores.

## Historia
El nombre proviene de la batalla de San Pablo, donde estudiantes y profesores del colegio San Ramón de Cajamarca ofrecieron sus vidas en nombre de su patria, durante la Guerra del Pacífico, en que el ejército peruano logró vencer al chileno.
En mayo de 2012 se inauguró la nueva Tribuna Oriente del Estadio Héroes de San Ramón, obra que superó los 3 millones 670 mil soles y en 2020 se iniciaron los trabajos de colocación del grass artificial que ascienden a 1 millón 535 mil soles. Este proyecto fue ejecutado por las empresas Sportk SAC y Guinipol SRLK. El grass sintético es Quality Pro, certificado por FIFA. A pesar de ello, en 2024 la FPF suspendió los partidos profesionales en dicho campo ya que sus estatutos obligan que el césped sea natural.

### Partidos internacionales
| Fecha      | Local | Resultado | Visitante         | Competición            |
| ---------- | ----- | --------- | ----------------- | ---------------------- |
| 18-05-1986 | UTC   | 1 - 3     | Universitario     | Copa Libertadores 1986 |
| 24-05-1986 | UTC   | 2 - 2     | Bolívar           | Copa Libertadores 1986 |
| 28-05-1986 | UTC   | 3 - 2     | Jorge Wilstermann | Copa Libertadores 1986 |
| 20-08-2014 | UTC   | 0 - 0     | Deportivo Cali    | Copa Sudamericana 2014 |

### Finales y Definiciones
| Fecha      | Local | Resultado | Visitante      | Competición                       |
| ---------- | ----- | --------- | -------------- | --------------------------------- |
| 09-12-2012 | UTC   | 2 - 0     | Alfonso Ugarte | Final Copa Perú 2012 (Ida)        |
| 31-05-2017 | UTC   | 2 - 1     | FBC Melgar     | Final Torneo Verano 2017 (Vuelta) |